# 新実智光
新実 智光（にいみ ともみつ、または新實 智光、1964年3月9日 - 2018年7月6日）は元オウム真理教幹部。元死刑囚。ホーリーネームはミラレパ。教団内でのステージは正大師で、教団が省庁制を採用した後は自治省大臣となった。同宗教法人の責任役員であった。

## 人物

### 入信前
1964年（昭和39年）3月9日、愛知県岡崎市で資源回収業を営む両親の元に長男として生まれる。幼いころから漫画やSF小説が好きで「超能力を身につけたい」と願っていた。

### 入信後
1986年に教団の前身であるオウム神仙の会が最初に開いたセミナーから出席。岡﨑一明や大内利裕と並ぶ古参信徒で、宗教法人オウム真理教の九人の「設立時責任役員」の一人。坂本弁護士一家殺害事件、松本サリン事件の実行犯。地下鉄サリン事件では運転手役。2010年2月に死刑が確定。2018年7月6日、大阪拘置所で死刑が執行された。

## 来歴

### 少年期・青年期
1976年3月、岡崎市内の公立の小学校を卒業。1976年4月、岡崎市立矢作中学校に進学。中学では水泳部に所属し、野口英世をめざして東大医学部から医者になる夢を描いていた
1979年4月、愛知県立岡崎東高等学校に入学。高校受験時～高校生時代に地元の東岡崎駅で2度の飛び込み自殺を目撃し衝撃を受ける。以来、「人の生死や無常などについて」真剣に考えはじめ、精神世界や宗教に興味を持つようになる。麻原の言う「苦を感じなければ修行の道に入らない」との鉄則を高校時代から感じていた。
高校在学中から崇教真光や阿含宗に入信するが、求めるものが無く脱会。読書に打ち込んだり、仙道的なことや瞑想を行うが次第に宗教から遠ざかり、空手など肉体的鍛錬に興味が移り、極真空手に入門。
また、学研『高一コース』に掲載されていた広告がきっかけに、高校時代よりオカルト雑誌『ムー』を創刊号から愛読していた。

### オウムとの出会い
1982年4月、愛知学院大学法学部法律学科に進学。商法を専攻。入学直後は家族に公認会計士になりたいと話していた。授業には真面目に出席しており、3年生終了時には4年生の必修ゼミを除いて単位はほとんど取得、4年生の保険法ゼミでは幹事役を務めるなど周りからは活発な学生として評価されていた。
クラブはユースホステル愛好会に入学時から所属し、主として京都・奈良・高野山などの寺院を訪ね歩く。高校時代に始めた極真空手は「続ける意味合いがない」と感じ、緑帯で終わっている。学費は家から出してもらったが、生活費はミスタードーナツなどでアルバイトをして稼ぎ、3年生の時に1年間だけした下宿生活も、吉野家の深夜アルバイトを増やして賄った。
この頃、『ムー』に続いて『トワイライト・ゾーン』も購読しはじめ、五島勉の『ノストラダムスの大予言』も全巻読破する。大学時代の終わりに友人の勧めで、再び別の宗教団体に入信するものの、同様に「よいことをしない魂は滅びる」との教義に「存在というものは、この神々の将棋の駒に過ぎないのか、いつでもその神々の意思によってなくなるのだろうか」との思いをいだく。しかし、新実は「私は決してそうではない、私たちには本当の力があるはずだ、神と同じレベルの魂が内在するはずだ」と感じるに至る。このため、神が持つとされる霊力を自分自身も持ちたいと考えるようになる。
このとき、『ムー』や『トワイライトゾーン』などで麻原彰晃の空中浮揚の記事が目にとまり、ヒヒイロカネのプレゼントに応募したことがきっかけで、大学卒業間近の1986年正月、オウムの前身「オウム神仙の会」のセミナーに参加し、すぐに入会し会員となるが、その際に送られてきた運命鑑定書には、新実が自分では認めたくない隠していた内面が書かれていた。シャクティーパットとこの運命鑑定書により、一気に傾倒を深め行法を続けると赤と青の光が見えるようになり、著しい精神的変化が起こった。

### 神秘体験
麻原彰晃に惹かれたのは、他の宗教の多くが「神の啓示を受けた」とするものが多いのに比し、麻原は自分自身で修行をし苦難を乗り越えた「どこにでもいるような人」であったからだという。最初のセミナーで、新実はその雰囲気が自分自身が求めていたものと直感する。そこでバイブレーションに浸りながら修行することで身体の浄化作用を実体験し、宿便が出たり、体調の回復を実感する。この神秘体験によって、深く麻原に帰依するに至る。当初は半信半疑であったもののその考えは180度転換する。
シャクティーパットにより、アストラル体の浮遊を感得し、体が痺れ多大な至福感を覚える。このときに「麻原に一生付いていくほかない」と確信する。このときの体感を「生死を越える」に詳しく書いている。麻原に礼を言い、道場へ行くと、突然肉体のクンダリニーが昇り、シャクティー・チャクラーが起こる。ムーラ・バンダ、ウディヤーナ・バンダが起こり、その後背中の方が盛り上がり、首のところでジャーランダラ・バンダが起こり、頭の方へすっと抜けた感じがした。これが精神集中やマントラを唱えるだけで自分自身で抑えられないほどに、すぐに起こるようになる。新実自身によれば「この霊的な変化が本当に自分の内面で起こったことをきっかけとして、やっと信に目覚めさせてもらった」という。
1986年3月、愛知学院大学を卒業。当時のベンチャー企業だった『ジャパンリース』へ就職が決まるが、入社前に倒産。それでも地元の味噌や豆乳などを製造する食品会社マルサンアイに大学の紹介を受けず自身で訪問し入社の内定を得る。
1986年4月、マルサンアイに就職。「物怖じしない性格は営業向き」と営業部門に配属される。健康食品の営業を担当し、カルシウムなどを強化した特別な豆乳を地元婦人会等に販売していた。履歴書の特技欄には「水泳」と書き、会社の催しでは一度ヨガを披露したことがある。どこへでも飛び込みでセールスする積極さから優秀な業務成績を収め、上司にもかわいがられていた。
しかし、その後心が現実生活に向かったため「魔境」に陥り二度も自動車事故を起こした。1987年5月のゴールデンウィークの前頃から事故のヴィジョンが見え始める。通常なら事故のヴィジョンは否定するが、新実は事故を実際に起こせばどうなるかという気持ちが沸き起こり、時速120㎞で田んぼに突っ込んだことがあった。麻原のシャクティーパットや霊的な体験によって守られているという自信があったため、死なない確信があった。普通なら否定すべき誘惑に引っかかったと感じ、後にそれを「魔境」で「暴力のカルマ」だったと受け取った。
1986年9月、新実は「魔境へ入り込んだ」と信じ込み、悩んだ末に「以前から興味のあったヨガの道に進むため」として入社半年で退職。家族には「ヨガの修行を二、三年積んでくる」と言い残し連絡を絶つ。

## 出家後

### ミラレパ
1986年9月にセミナーでサンガ（出家制度）が結成されたことを知り、即出家を決意。オウム神仙の会での5番目の出家信者となった。五体投地や麻原の手伝いを行う。サンガとして麻原の元で修行を積み、11月には魔境から出たと感じる。しかし、先の「暴力のカルマ」は「女性に対してのカルマ」に変化していた。当時を振り返り、自身の容貌を「強姦魔」、「顔も、いま見るとおかしかったですね。実に好色そうな顔をしてました。これは、やはり女性に対しての欲望みたいなものがストレートに表れていて、まさしく魔境の顔でした」と評し、潜在意識が表層意識に現れ、心に落ち着きがなくなっていたと回想している。その後、オウム内での本の営業のワークに集中することで改めて魔境から脱したという。
新実はシッディの経験が豊富で、光が見えたり、変化身が抜け出したり、過去世を思いだすなどの経験があった。空中浮揚の前段階といわれるダルドリー・シッディがツァンダリーのセミナー頃から起こりはじめ激しいクンダリニーの突き上げがあった。頭が空白になり跳んでいる間も意識がない状態を経験するが、それをきっかけにグル・ヨーガ、ツァンダリーの瞑想を始めサハスラーラに精神集中するだけでぴょんぴょん跳ねだすようになる。この時は寝てもたっても跳ね回っていたため、麻原がヒヒイロカネをバケツ一杯持たせたが、それでも飛び跳ねていた。
その後、15日間にわたる独房修行にて三昧境に入り黄色い光に包まれ、意思のヨーガーであるラージャ・ヨーガの成就者ラトナサンバヴァと同一化して黄色の化身となり、光の中に没入した状態となり、それを「無ではなく空」の状態と感じ例えようのない至福感を味わう。その瞑想の最中に麻原からの電話で成就したことを告げられる。この新実の成就に関して麻原は「最後のエネルギーの固定はまだまだだが、成就と判断したのは六神通の中で過去世をかなり見た、ダルドリー・シッディが早くから起きている、グルを意識すると快感状態になるという条件を満たしている」とコメントした。
前世に並々ならぬ興味を持っており、他の信者とも前世を話題にすることが多かった。麻原の4女の松本聡香を追いかけては、よく「さとちゃんはどこから来たの」と訊ねていた。4女が1度だけチベット密教のカギュ派の僧侶の名前を咄嗟に答えたところ、逮捕されたあとに面会に来た信者に伝え広めた。
1987年12月3日、24歳のときにオウム真理教内の独房に2週間こもり、『クンダリニー・ヨーガ』を成就したと麻原彰晃に認定され、大師のステージとミラレパのホーリーネームを授けられる。

### 選挙
1990年2月3日、第39回衆議院議員総選挙に真理党候補として東京10区から出馬。
1990年2月18日、得票数205票で落選。

## 事件への関わり
1989年、麻原の指示により男性信者殺害事件に関与。男性信者Tを羽交い絞めにした末にロープで絞殺する手筈であったがTの抵抗に遭い、慌てた末に新実がTの首の骨を折って殺害してしまう。元信者によると、Tが姿を消した頃、新実は周りから見てもひどく動揺し、いつもの明るさが消え思いつめたような表情をしていたという。新実が茫然自失に陥り、後悔の念を上げていることを知った麻原は、新実にヴァジラヤーナの祝詞を伝授し、これを数万回唱えさせた。
```
『ここに真理がある。そしてその障碍(しょうがい)するものを取り除かなければ、真理はすたれてしまう。しかし、障碍するものを取り除くとしたならば、それは悪業、殺生となってしまう。私は救済の道を歩いている。そして多くの人の喜びのために多くの人の救済のために悪業を積むことによって地獄へと至るとするならば、それは本望だろうか。私が救済の道を歩くということは、他のために地獄にいたってもかまわないわけだから、本望である』
```

続いて、坂本弁護士一家殺害事件の実行役に指名され、坂本家に侵入し、坂本の妻（当時29歳）らを絞殺。坂本弁護士一家殺害事件の際にも精神的に不安定になり、山に死体を埋めにいった時には、新潟の海岸でひとり呆然としていたり、「もう死体と一緒にひとりで長時間いるのはごめんです。なんか気が変になってきそうや」と言ったという。だが中川智正や端本悟とそれぞれ5日間独房に監禁されたり、麻原から与えられた「悪業によって地獄に至っても本望だ」などという詞章を数万回唱えるなどして洗脳され、その後、数年間教団の信者の指導、監督、スパイ、拷問などを担当、苦しませるのを楽しんでいるような雰囲気すら持つようになっていった。
1990年、真理党の敗北により麻原は大規模テロを指示。新実もボツリヌス菌テロ計画に関与し、北海道で土壌を採取したり、実験用マウスを購入するなどして協力。浄水場付近に散布していた際に警察に検挙されたこともあった。
1990年4月、石井久子の命令で、石垣島セミナー取材中の江川紹子を数百人の信者が取り囲む。更に、棒を持った新実が江川に付きまとい、体を押したり、「夜道に気をつけろ」「月夜の晩ばかりではないぞ」と古風な文句で脅した。
1990年7月8日、26歳のときにマハー・ムドラーの成就を認定され、正悟師となる。
1992年9月教団のロシア進出に伴い、オウム真理教モスクワ支部の初代支部長を務めながら頻繁に日本との間を往復する。
1993年の池田大作サリン襲撃未遂事件では第2次攻撃で防毒マスクを外したせいでサリンを大量に吸引し重体に陥り村井秀夫、遠藤誠一から人工呼吸を受けオウム真理教附属医院に搬送され、治療の結果一命を取り留めた。
1994年1月30日、薬剤師リンチ殺人事件に関与。被害者の薬剤師男性の処罰について「帰すと被害者の会やマスコミに話したりするのでポアしかない」と殺害を支持し、手渡したロープで加害者Yに井上ら数名の男性幹部に羽交い絞めにされた薬剤師男性を絞殺させた。

### 自治省大臣
新実はその後も殆どのオウム事件に関与することとなる。
教団内では信者の監督・監視を行い、省庁制施行後は信者を監督する自治省大臣となっている。オウム真理教男性現役信者リンチ殺人事件では凄惨な拷問を主導、温熱療法関連事件では 教団内で禁止されている男女交際をした教団元仙台支部長に温熱修行を強要し死亡させる（事故として処理され立件されず）、温熱療法に疑問をもって教団を出た看護師を拉致するなど、残忍な犯行を繰り返していた。
毒ガス関係では江川紹子ホスゲン襲撃事件、駐車場経営者VX襲撃事件、会社員VX殺害事件、オウム真理教被害者の会会長VX襲撃事件で実行犯の一人。松本サリン事件では警備役、地下鉄サリン事件では東京の地下鉄千代田線でサリンを散布した林郁夫の送迎役であった。地下鉄サリン事件では人が倒れているのをテレビで見て「グルの意思を達成できて嬉しかった」という。
地下鉄サリン事件当日の正午前後、オウム出版から広告出稿していた夕刊紙内外タイムス社広告局社員Ｋから電話を受け話している。
一方で男性信者リンチ殺人事件で麻原に指示されたマイクロウェーブ焼却炉での殺害を避けたり、男性信者殺害事件の被害者が地獄ではなくシロクマに転生したことを聞いて安堵したり、松本サリン事件で共犯者に対して犯行前に意志の確認を行ったりする、買い食いが趣味などと人間味も見せていた。ステージの低い信者に対しても礼儀正しい一面もあった。土谷正実は、新実らが松本サリン事件のときに「魔法使いサリー」の歌を合唱していたという話を聞き、「新實さんのギャグには俺もいろいろと困ったもんだったが、中村昇さんもいい迷惑だったろうな」と書いている。

## 裁判
1995年4月11日、逮捕前夜、新実は旧知の宗教ジャーナリストに電話をかけ「東京にいます。前後に警察の車が3台止まっています」、「なんでこうなったのか、わからないんです」と疲れのにじむ声で語った。
1995年4月12日午前8時頃、千代田区麹町一番町の路上を歩いていたところを任意同行されたのち、埼玉県の元看護師監禁容疑で逮捕。
取り調べでは「自分を尊師と一緒に日比谷公園で公開処刑してほしい」と言ったとされる。逮捕後、オウムのヨーガの成就を認定され正大師に昇格。
一連のオウム真理教事件で計11件で26人の殺人に関与したとして殺人罪などに問われた。死者26人は麻原彰晃の27人に次ぐ死者数である。
法廷では、「尊師と一緒に断罪されたい」「ポアは慈悲の心による救済」と麻原崇拝とオウムの思想を捨てることなく、最後まで事件の正当性を主張し、「私自身は、千年王国、弥勒の世のためには、捨て石でも、捨て駒でも、地獄へ至ろうと決意したのです。つまり、多くの人の喜びのために、多くの人の救済のために、この身体、この生命を投げ捨てて殉じようと覚悟したのです」と語り、「日本シャンバラ化計画（オウム真理教の国家転覆計画）が実現させられず申し訳ない」と独自の謝罪を行った。贖罪としては死刑となり、来世において真理勝者になることしかないとした。また、内乱罪の適用を主張した。
| 「 | 私が出来る償いは、それは、一つは、「死刑」になって「捨身供養」すること。そして、もう一つは未来際に真理勝者となり、すべての人の苦しみを死滅させ、絶対的自由・幸福・歓喜を与えることが出来るよう菩薩としての修行をすることです。しかし、私の場合それでも重過ぎて償いきれるかどうかわかりません。 グル・シヴァ大神、すべての真理勝者方、どうか私の償いができますように。そして、すべての人が、この苦しみの世界から解放されますように。 なお、公訴事実については、被告人質問の際にすべてを正直にお話します。（新実智光被告意見陳述） | 」 |

麻原の裁判に証人として出廷した際には「麻原尊師の再生によって全てが救われますよう!」と意見陳述をしては事件の一切について黙秘を貫いた。一方、自分の裁判では「たとえ、この命が奪われようとも」「オウムの正史を残すため」として、事件の全貌を率直かつ正確に答えた。やがて麻原の裁判でも「御存知の通り、私のかつての法友については検察側立証も終了しています。残るは尊師一人になりましたので。これまで、私が法廷で話すことで苦しむ人もいるのではないかと考え黙秘してきました。しかし、尊師は空（くう）の体験をされた人と考えているので、頓着はしません、無頓着であると考えています。苦しむこともありません。かえってきちんと話すほうが、尊師に対して逆恨みでなく、真実の尊師がわかると思っています」として事件の内容を語り始めた。麻原に帰依している者が事件の詳細を語ったことは、結果的にオウム犯罪の大きな証左となった。麻原は新実に「消えろ」「破門だ」などと怒鳴り証言妨害をしようとする場面もあった。
裁判で逮捕後の心境について触れた際は「林郁夫さんには、やはり、驚きましたね……」「自分のことしか考えない人だと思った。事件について自供すれば、尊師とか友人が死刑になる。自分の立場をどう考えているのかと、疑問に思いました」と感慨深げに寂しそうに語った。
第一審・控訴審と死刑判決を受け、上告したが2010年1月19日に棄却。2月16日に判決に対する最高裁への訂正申し立ても棄却され死刑が確定した。オウム真理教事件で死刑が確定するのは10人目。第一審では中谷雄二郎裁判長が主文を告げた際に、笑顔で傍聴席を振り返った。
被害者に対しては、「オウムの犯罪の原点とされる富士山総本部のリンチ殺人事件から最後に関わった地下鉄サリン事件まで、すみませんとか申し訳ないとか言うつもりはありません。それを言うくらいなら、最初からしなければいいのです」、「地下鉄サリンは罪の無い人達が亡くなったのではなく何らかの原因がある」と、決して最後まで謝罪しなかった。論告求刑公判では検察側が論告を読み上げるのを声をあげて笑っていた。
獄中からも、信者たちへ教義の指導を続けていた。2006年7月から2007年4月までの1年間文通をしていた麻原の四女から「責任も取れないのに、そんなことをするのはよくないのではないか」と疑問を呈される。四女との面会の際に新実が「すべてはシヴァ神の意思なのですよ」というのに対し、四女が激しく反発したところ、「あまり深いことは追及しないで。責めないでほしい、責めるならやり取りはやめたほうがいいでしょう」と言い、それ以降二人の交流はなくなる。また、死刑執行に備え転生の準備をしている、（Alephの上祐派独立騒動に対し）仏陀になるまで論争に興味を持たないと四女に伝えた。

## 死刑確定後
2015年、高橋克也の裁判に証人として出廷した。麻原への帰依は変わっていなかった。
2018年からは、安田好弘弁護士を担当に再審請求を行っていた。
同年3月までは、新実を含め、オウム真理教事件の死刑囚13人全員が、東京拘置所に収監されていた。しかし、同年1月に高橋克也の無期懲役確定により、オウム事件の刑事裁判が終結した。これに伴い、同年3月14日、麻原彰晃を除く死刑囚12人のうち7人について、死刑執行設備を持つほかの5拘置所（宮城刑務所仙台拘置支所・名古屋拘置所・大阪拘置所・広島拘置所・福岡拘置所）への移送が行われた。新実は同日付で、井上嘉浩とともに、大阪拘置所に移送された。
移送後に大阪拘置所所長あてに弁護士経由で「私と井上嘉浩氏が同日執行なら、私の方を先に執行して下さい。理由は井上氏に1秒でも長く生きてもらいたいからです」との上申書を提出する。
2018年7月6日午前8時33分、大阪拘置所内で死刑が執行された。遺骨はガンジス川上流のウッタルカシ村で流してほしいと妻に残した。54歳没。
拘置所に収監中、一度も懲罰を受けることはなかった。死後に20冊以上に及ぶ日記が残され、そこには麻原との決別を誓う記述(麻原と妻となら妻を選ぶ等)があったと妻が証言している。最後まで被害者や遺族への謝罪の弁はなく、事件に対する反省や後悔の言葉もなかった。

## 人物評
- 「村井と同じくらいかわいがられていた。日本語の解るドーベルマン」－岡﨑一明[60][61]
- 「最も血生臭い男」「人間的良心の一かけらも見出しえず」 －検察[62]
- 「教祖に忠実な「重臣」として、最期までその役割を演じようとしている」[5]
- 「現在に至るまで反省の姿勢をとることを拒絶し、独善的な弁解を強弁し続けて、被害者を愚弄し、被害者の遺族の心情を深く傷付けているのであり、その更生を期待することも困難である」 －東京地裁[3]
- 「いつも明るい態度で軽々しくふるまい、部下たちを安心させて動かして多くの被害者を出した。これらのことを、まったく意に介していないという点で『ミニ麻原彰晃』というべきである」 －佐木隆三[63]
- 「グルへの帰依は、とても強いけれども、ワーク（教祖から与えられた任務の遂行）はどうも.....。つまり仕事をさせてもあまり役に立たないんです」－岡﨑一明[64]
- 「TVで見るのとは違い、か細く弱々しい印象。声もまだ少年のように幼く、自信なさそうに聞こえた。この人があれほどの凶悪犯罪を犯したのかと、人間の弱さを改めて知る。顔の傷のことも含めて、この人ほど気の毒に思えた被告はいない」－大橋伸一[65]
- 「自分から見た彼は好青年で、事件とかけ離れた印象しかない」－堀和幸（弁護士）[66]
- 「新実は普段は気さくで明るい男でしたが、ノリの軽さがあった。そのノリの延長でスイッチを入れ替えることなく、凶行に及べるような一面を持ち合わせていました。だからこそ麻原も彼を重用したのでしょう。麻原に対して絶対的な忠誠心を抱いており、殺人の指令についても、ねっとり悩むことのない男でした」－野田成人[67]
- 「冷淡な面もあったが、温かみを感じるときも多々あった。人間誰でも二面性があるものだが、新実死刑囚はとても極端な人であった」－元サマナ[68]
- 「清らかな印象を受けた。会ったことによって親しみが湧いた」－河野義行[69]
- 「大変明るいんです。男っぽくて、明るくて、軽くて……でも、単にそれだけじゃない」－上祐史浩[70]
- 「面会中、ずっと微笑んでいた。あまりに柔らかい表情なので、『これが本当にあんな残虐な事件を起こした男なのか』と、ギャップを感じた」[56]
- 「親の愛情に包まれて育ち、弟思いだった優しい人間」－藤田庄市[71]
- 「真面目で積極的で上司の評判はよかった。戦力として大いに期待されていた」－会社の元同僚[17]
- 「幹部には『麻原尊師オンリー』という人が多いが、新実さんは特にその傾向が強かった。修行を積むと、普通は穏やかな感じになっていくのに、この人だけはいつまでも『鋭い』感じ。修行についてもありきたりなことしか言わない。これでも正悟師なのかな、と思った」－元信者[18]
- 「特徴としては、肯定的、積極的、動的、非合理的発想、信と帰依が挙げられる」－麻原彰晃[18]
- 「純真なる下僕」－青沼陽一郎[39]
- 「教団幹部のなかでは、ミラレパが可愛がられていましたね。オッチョコチョイで、頭を使う仕事は苦手だが、命じられたことは自分の意思をはさまず、即、実行する。麻原はよく、『ワシの命令を確実に実行するのはミラレパだ』といっていました。要するに麻原のドーベルマンだった」「村井と新実が、教団では密告者の代表だった。何か批判的なことをいうと、すぐ麻原に密告する」－元古参信徒[72]
- 「おとなしい子で、道で会うとあいさつしてくれるなど礼儀正しいところがあった」－実家近くの人[11]
- 「とても礼儀正しい男」－永岡弘行[73]
- 「いい子」「素晴らしい学生」－担当教授[11]
- 「ひょうきんで明るく、営業向きの性格だった」－食品会社社員[16]
- 「バカみたいに従順」－林郁夫[74]
- 「彼はヨガの指導をしていた時期もありましたが、結構残酷なんですよ。蓮華座（結跏趺坐）ができなくて、痛がっている信者に対しても、全然手加減しない。それも信者のためを思ってというより、目の前で苦しんでいるのを楽しんで見ているところがあった」－元信者[75]
- 「残忍で怖い面がある一方で、明るくてひょうきんなところがある」－元信者[76]
- 「霊的奴隷」[77]

## 関連事件
- オウム真理教男性信者殺害事件（殺人罪）
- 坂本弁護士一家殺害事件（殺人罪）
- 松本サリン事件（殺人罪、殺人未遂罪）
- 薬剤師リンチ殺害事件（殺人罪）
- 男性現役信者リンチ殺人事件（殺人罪）
- 駐車場経営者VX襲撃事件（殺人未遂罪）
- 会社員VX殺害事件（殺人罪）
- 被害者の会会長VX襲撃事件（殺人未遂罪）
- 地下鉄サリン事件（殺人罪、殺人未遂罪）
- 看護師監禁事件（監禁罪）
- 松本剛蔵匿事件（犯人蔵匿罪・隠避罪）
- 池田大作サリン襲撃未遂事件（立件なし）